# Phymatostetha moi
Phymatostetha moi är en insektsart som beskrevs av Jacobi 1902. Phymatostetha moi ingår i släktet Phymatostetha och familjen spottstritar. Inga underarter finns listade i Catalogue of Life.